# Attila Csipler
Attila Csipler (n. 17 martie 1939, Satu Mare – d. 1996) a fost un scrimer olimpic român specializat pe floretă. A fost fiul lui Alexandru Csipler, fondatorul școlii sătmărene de scrimă.
A început scrima cu tatăl său la Unio Satu Mare. A câștigat Turneul international de la București în 1959. A participat la Jocurile Olimpice de vară din 1960 de la Roma, fiind eliminat în turul al doilea la proba individuală și clasându-se pe locul 6 pe echipe, tot la floretă. La Jocurile Olimpice de vară din 1960 de la Tokyo a luat parte la probele de floretă și de sabie pe echipe, clasându-se pe locul 6 și, respectiv pe locul 7. După ce s-a retras a devenit antrenor.